# سنديان أريزوني
سنديان أريزوني أو(الاسم العلمي: Quercus arizonica)، نوع نبات من جنس السنديان وفصيلة الزانية. موطنها شمال أمريكا، توجد في أريزونا ونيو مكسيكو وغرب تكساس وسونورا وتشيهواهوا وكواويلا وسينالوا ودورانغو.